# Brioux-sur-Boutonne
Brioux-sur-Boutonne is een gemeente in het Franse departement Deux-Sèvres (regio Nouvelle-Aquitaine) en telt 1480 inwoners (2004). De plaats maakt deel uit van het arrondissement Niort.

## Geografie
De oppervlakte van Brioux-sur-Boutonne bedraagt 15,5 km², de bevolkingsdichtheid is 95,5 inwoners per km².
De onderstaande kaart toont de ligging van Brioux-sur-Boutonne met de belangrijkste infrastructuur en aangrenzende gemeenten.

## Demografie
Onderstaande figuur toont het verloop van het inwonertal (bron: INSEE-tellingen).